# استان لوالابا
استان لوالابا (به لاتین: Lualaba Province) یک استان در جمهوری دموکراتیک کنگو است که در جمهوری دموکراتیک کنگو واقع شده‌است. استان لوالابا ۱۲۱٬۳۰۸ کیلومتر مربع مساحت و ۱٬۶۷۷٬۲۸۸ نفر جمعیت دارد.